# Liste der Kinos in Berlin-Wannsee
Die Liste der Kinos in Berlin-Wannsee beschreibt das Kino, das im heutigen Berliner Ortsteil Wannsee existiert hat. Die Liste wurde nach Angaben aus den Recherchen im Kino-Wiki aufgebaut und mit Zusammenhängen der Berliner Kinogeschichte aus weiteren historischen und aktuellen Bezügen verknüpft. Sie spiegelt den Stand der in Berlin jemals vorhanden gewesenen Filmvorführeinrichtungen als auch die Situation im Januar 2020 wider. Danach gibt es in Berlin 92 Spielstätten, was Platz eins in Deutschland bedeutet, gefolgt von München (38), Hamburg (28), Dresden (18) sowie Köln und Stuttgart (je 17). 
Gleichzeitig ist diese Zusammenstellung ein Teil der Listen aller Berliner Kinos und der Ortsteillisten.
| Name/Lage                  | Adresse        | Bestand   | Beschreibung |
| -------------------------- | -------------- | --------- | --- |
| Wannsee-Lichtspiele (Lage) | Königstraße 49 | 1946–1968 | Die Wannsee-Lichtspiele bestanden von 1946 bis 1968. Das Kino galt bis 1961 als Grenzkino. Seit 2011 befindet sich an dieser Stelle der Königstraße 49 in Wannsee der Neubau eines Reichelt-Supermarktes. Die vorherigen Gebäude dort wurden Mitte der 2000er Jahre abgebrochen. 1952 erbte Myriam Krytzki die Mila-Lichtspiele von ihrer Mutter. Bereits 1961 wurde sie durch die Regierung der DDR enteignet, sodass Eugen und Myriam Krytzki nun auch in den Westen übersiedelten und zusammen mit ihren beiden Schwestern die Zinnowwald-Lichtspiele und Wannsee-Lichtspiele weiter führten. Bereits 1958 wurden sie aus wirtschaftlichen Gründen zuerst zur Aufgabe der Zinnowwald-Lichtspiele gezwungen und mit dem großen Kinosterben Ende der 1960er Jahre versiegte die familiäre Tradition endgültig. (aus Hamidas Lied: Die 100 Jahre einer Muslimin in der Spree.) „Die Wannsee-Lichtspiele in Berlin, die bisher Frau Zeller gehörten, wurden am 1. April 1954 von Frau Soliman, der Inhaberin der Zinnowwald-Lichtspiele, übernommen. Diese erkannte sämtliche von ihrer Vorgängerin abgeschlossenen, aber noch nicht abgespielten Filme an. Alle Verleihforderungen werden beglichen.“ (aus: Der neue Film 37/1954) |